# Anos Europeus
Os Anos Europeus são temas anuais escolhidos pela União Europeia (anteriormente pelas Comunidades Europeias), com o objetivo de sensibilizar a opinião pública e chamar a atenção dos governos nacionais. Estes temas são de interesse geral e representam os principais problemas. Criados em 1983, o Parlamento Europeu e o Conselho da União Europeia escolhem anualmente um tema-chave, com base na proposta da Comissão Europeia.

## Anos europeus
| Ano       | Nome                                                           |
| --------- | -------------------------------------------------------------- |
| 1983      | Ano Europeu das Pequenas e Médias Empresas e do Artesanato     |
| 1984      | Ano Europeu da Europa dos Cidadãos                             |
| 1985      | Ano Europeu da Música                                          |
| 1986      | Ano Europeu da Segurança Rodoviária                            |
| 1987      | Ano Europeu do Ambiente                                        |
| 1988      | Ano Europeu do Cinema e da Televisão                           |
| 1989      | Ano Europeu da Informação sobre o Cancro                       |
| 1990      | Ano Europeu do Turismo                                         |
| 1992      | Ano Europeu da Segurança, Higiene e Saúde no Local de Trabalho |
| 1993      | Ano Europeu dos Idosos e da Solidariedade entre Gerações       |
| 1994      | Ano Europeu da Alimentação e Saúde                             |
| 1995      | Ano Europeu da Segurança Rodoviária e dos Jovens Condutores    |
| 1996      | Ano Europeu da Educação e da Formação ao Longo da Vida         |
| 1997      | Ano Europeu contra o Racismo e a Xenofobia                     |
| 1998      | Ano Europeu da Democracia Local e Regional                     |
| 1999      | Ano Europeu de Combate à Violência contra as Mulheres          |
| 2001      | Ano Europeu das Línguas                                        |
| 2003      | Ano Europeu das Pessoas com Deficiência                        |
| 2004      | Ano Europeu da Educação pelo Desporto                          |
| 2005      | Ano Europeu da Cidadania pela Educação                         |
| 2006      | Ano Europeu da Mobilidade dos Trabalhadores                    |
| 2007      | Ano Europeu da Igualdade de Oportunidades para Todos           |
| 2008      | Ano Europeu do Diálogo Intercultural                           |
| 2009      | Ano Europeu da Criatividade e da Inovação                      |
| 2010      | Ano Europeu do Combate à Pobreza e à Exclusão Social           |
| 2011      | Ano Europeu do Voluntariado                                    |
| 2012      | Ano Europeu do Envelhecimento Ativo                            |
| 2013–2014 | Ano Europeu dos Cidadãos                                       |
| 2015      | Ano Europeu do Desenvolvimento                                 |
| 2016      | não houve ano europeu                                          |
| 2017      | não houve ano europeu                                          |
| 2018      | Ano Europeu do Património Cultural                             |
| 2019      | não houve ano europeu                                          |
| 2020      | não houve ano europeu                                          |
| 2021      | Ano Europeu do Transporte Ferroviário                          |
| 2022      | Ano Europeu da Juventude                                       |